# Muğan (Biləsuvar)
Muğan è un comune dell'Azerbaigian situato nel distretto di Biləsuvar. Conta una popolazione di 310 abitanti.